# Symbole des Weiblichen
Symbole des Weiblichen ist eine kulturvergleichende Sammlung von Artefakten und Realien, die der Gynäkologe Heinz Kirchhoff in nahezu vier Jahrzehnten zusammengetragen hat. Sie beinhaltet Objekte zu den Themen Muttergottheiten, Fruchtbarkeitssymbole und Mutterschaft. Die Sammlung befindet sich im Besitz der Georg-August-Universität Göttingen.

## Geschichte
Kirchhoff begann in den späten 1950er Jahren mit dem Sammeln unterschiedlicher Objekte, die sein späteres sehr komplexes Sammlungsthema bereits andeuteten. Im Laufe der Jahre kaufte er systematisch Objekte hinzu und erhielt auch zahlreiche Geschenke von Freunden, Kollegen, zuletzt auch von Instituten und Museen. In den 1960er und 1970er Jahren gewann diese Sammelleidenschaft immer mehr an Dynamik und auch an Systematik. Neben Kopien prähistorischer Figuren nahmen schließlich die ethnografischen Bestände immer mehr Raum in der Sammlung ein. Westliche Kunstwerke des 20. Jahrhunderts rundeten das Sammlungsfeld ab. Bemerkenswert ist, dass Kirchhoff neben im Handel erwerbbaren Kopien auch gezielt Replikate in Auftrag gab, zumal die Produktion von Abgüssen zum Verkauf in den 1960er und 1970er Jahren noch eine Ausnahme darstellte. Bereits seit den 1980er Jahren wurden Teile der Sammlung ausgestellt und erste Ansätze unternommen, die Sammlung wissenschaftlich aufzuarbeiten, was aber in  Ansätzen stecken blieb. Zu seinem 80. Geburtstag im Jahr 1985 übergab Kirchhoff die Sammlung offiziell der Universität. Mit dem Tod Kirchhoffs gilt die Sammlung weitgehend als geschlossen. Leider mussten auch Rückschläge in Form von Diebstählen hingenommen werden, u. a. wurde 2012 eine historistische Brunnenfigur in Form einer Quellnymphe aus Bronze aus der Dauerausstellung im Klinikum gestohlen, die offenbar aufgrund ihres Materialwertes entwendet und vermutlich eingeschmolzen wurde.

## Thematische Zusammensetzung der Sammlung
Die Sammlung enthält insgesamt ca. 650 Objekte. Geografisch umfasst die Sammlung sowohl Europa als auch außereuropäische Länder, d. h. Kulturen Afrikas, der Südsee und des präkolumbischen Amerika. Hier liegt der Schwerpunkt auf der Archäologie Mittelamerikas mit einigen bemerkenswerten Originalen. Asien ist mit zahlreichen Stücken vertreten, wobei ein Schwerpunkt auf den hinduistischen und buddhistischen Kulturen Südasiens liegt. Zeitlich erstreckt sich die Sammlung von der Prähistorie, über die frühen Hochkulturen des Nahen Ostens und Ägyptens und die Klassische Antike, das europäische Mittelalter, die Neuzeit bis ins 20. Jahrhundert. Hier finden sich Beispiele aus der Volkskunst und dem Kunstgewerbe. Zeitgenössische Kunst rundet das Sammlungsfeld ab. Thematisch gehören die Objekte in ihrer Interpretation durch Kirchhoff den Themenkreisen Fruchtbarkeit, Geburt, Rolle der Frau und Geschlechterstereotypen an.

## Formale Zusammensetzung der Sammlung
Zur Hälfte umfasst die Sammlung Objekte, die Kirchhoff selbst als Kopien ansah. Dies betrifft überwiegend prähistorische Funde und Objekte der Antike, zum Teil auch Objekte des Mittelalters und der frühen Neuzeit. Einen anderen Zugang hatte Kirchhoff zu seinen ethnografischen Beständen. Er sah sie als authentisch an, wenn sie aus den ihnen zugeordneten Ländern wie z. B. Neuguinea oder dem Kontinent Afrika stammten. Eine Entstehung für den Gebrauch der Indigenen selbst und insbesondere eine tatsächliche kultische Verwendung erschien ihm entweder zweitrangig, oder er schätzte den Großteil seiner Objekte diesbezüglich falsch ein. Als weitgehend authentisch kann lediglich die Mehrzahl der präkolumbischen Objekte gelten, während in Fachkreisen die überwiegende Zahl der afrikanischen Stücke und die ozeanischen Stücke fast ausnahmslos als Airport Art eingeschätzt werden. Dies trifft in geringerem Maße auch auf die asiatischen Bestände zu. Von kunsthistorischem Interesse sind die kleinen, aber pointierten Bestände zeitgenössischer Kunst und des Kunstgewerbes des 20. Jahrhunderts.

## Ausstellungen
Nach der Schenkung an die Universität wurden große Teile der Sammlung in den Jahren 1986 bis 1997 im Institut für Völkerkunde ausgestellt, ohne dass eine eingehende Aufarbeitung von ethnologischer Seite stattgefunden hätte. Nach dem Tod Kirchhoffs 1997 wurde die Sammlung zunächst magaziniert und die Kooperation mit dem ethnologischen Institut schlief weitgehend ein. Stattdessen kehrte die Sammlung in den Kontext der Universitätsmedizin zurück. Eine Ausstellung der Objekte erfolgte danach in Göttingen an zwei Standorten: Im Universitätsklinikum wurden ca. 200 Objekte dauerhaft gezeigt. Eine kleinere Auswahl befand sich im Eingangsbereich des Göttinger Krankenhauses Neu-Mariahilf. Daneben gab es einige universitätsinterne Sonderausstellungen in Göttingen, bei denen Stücke der Kirchhoff-Sammlung verliehen wurden, z. B. „Dinge des Wissens“ (2012), „Schönheit, Macht, Mutterschaft“ (2015) und insbesondere „Wunsch und Wunder“ im Deutschen Theater, wo ausschließlich Objekte der Kirchhoff-Sammlung zu sehen waren. Von Bedeutung für die überregionale Bekanntheit der Sammlung ist die aus ca. 50 Exponaten zusammengestellte Wanderausstellung, die an unterschiedlichen Standorten präsentiert wurde und präsentiert wird. Diese Präsentation konzentrierte sich bisher weitgehend auf nicht-einschlägige Ausstellungsorte von insbesondere medizinischer Bedeutung. Dies lässt sich auf die hohe Zahl von Kopien und Produkten der Airport Art zurückführen, die sowohl die Präsentation in einem ethnologischen Museum als auch in einem einschlägigen Kunstmuseum nur eingeschränkt möglich macht.
Gleichzeitig zeichnet sich eine wachsende Geringschätzung durch die Universität als Eigentümerin der Sammlung ab. In diesem Kontext wird von Seiten der Öffentlichkeit auch die Räumung der Vitrinen im Klinikum gedeutet. Offiziell wurde von Seiten der Universität eine geplante Sanierung des Raumes als Grund für die Räumung angeführt, von Seiten des Fördervereins dagegen mit der mangelnden Sicherheit mit Blick auf die beiden Diebstähle argumentiert.
Seit 2017 sind 28 Objekte aus der Sammlung in 4 Vitrinen im Eingangsbereich der Aula am Waldweg 26 in Göttingen ausgestellt. Diese Objekte sind zum einen Teil ethnologischer Natur (Kleinplastiken aus Afrika, der Südsee, aus Asien und Europäische Volkskunst) zum anderen Kopien von Antiken; sie geben somit auf relativ engem Raum einen Überblick über die Vielfalt der Sammlung.

## Rezeption
Die Rolle der Frau im Kulturvergleich ist ein Forschungsgegenstand von wachsendem Interesse. Dem steht eine verhältnismäßig geringe Rezeption der Sammlung in wissenschaftlichen Publikationen gegenüber. Neben einigen Aufsätzen, die sich wesentlich mit der Geschichte der Sammlung befassen, war eine systematische Forschung an und mit der Sammlung bisher kaum möglich. Als Ursache dieses Desinteresses durch Kulturwissenschaftler unterschiedlicher Disziplinen wird die lückenhafte, zum Teil fehlerhafte oder sehr allgemeine Dokumentation und Zuordnung vieler Stücke angeführt. Die überwiegende Zahl der Kopien sei außerdem nicht mehr auf dem neuesten Stand der entsprechenden Abgusstechnik. Ein Großteil der ethnologischen Objekte sei dagegen von geringem Alter und bereits für den Verkauf an Europäer hergestellt. Ferner sei der vom Sammler zu Lebzeiten postulierte wissenschaftliche Ansatz ausdrücklich kulturevolutionistisch und daher wissenschaftlich nicht mehr zeitgemäß und sogar politisch fragwürdig.